# Argynnis cifkai
Argynnis cifkai är en fjärilsart som beskrevs av Silbernagel 1940. Argynnis cifkai ingår i släktet Argynnis och familjen praktfjärilar. Inga underarter finns listade i Catalogue of Life.